# Димитър Киречиев
Димитър Стоянов Киречиев или Киретчиев е български революционер, деец на Вътрешната македонска революционна организация.

## Биография
Киречиев е роден в гюмюрджинското село Манастир. Става учител и влиза във ВМОРО. В 1902 година е учител в българското дедеагачко село Чобанкьой, където основава революционен комитет. В август 1903 година след атентата между Чобанкьой и Кьосмеджит е арестуван при Чобанкьойската афера. Осъден е на 15 години и лежи до амнистията в 1904 година.